# Trans World Airlines
A Trans World Airlines (TWA) foi uma companhia aérea americana criada em 1925 como Western Air Express. 
Foi uma das linhas aéreas mais conhecidas do mundo. Iniciou suas atividades em Kansas City, Missouri, e, posteriormente, transferiu sua sede para Saint Louis, Missouri. Além disso, teve bases operacionais em Nova Iorque (JFK), San Juan, Porto Rico (SJU) e Los Angeles, Califórnia (LAX), e serviu diversas cidades nos Estados Unidos, Canadá, América Latina, Europa e Oriente Médio.
Teve dificuldades econômicas, especialmente na década de 1990, e foi adquirida pela American Airlines em abril de 2001. A companhia encerrou definitivamente suas atividades em 1º de dezembro de 2001, quando foi totalmente integrada à American Airlines.

## História

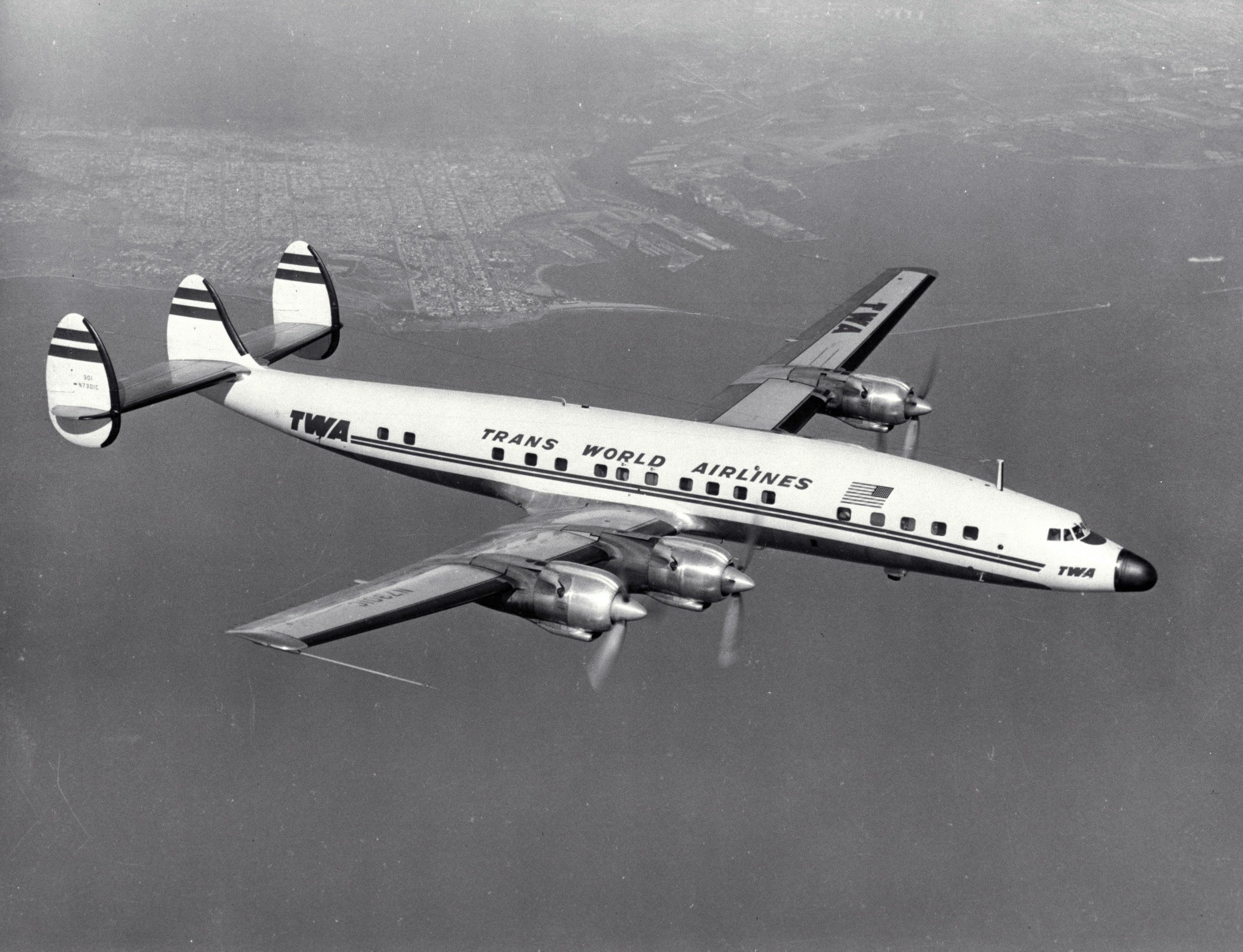
Lockheed Constellation da TWA.

Em abril de 1926 decolava de Los Angeles para Salt Lake City o primeiro voo da Western Air Express (WAE). Em 1929 a WAE adquiriu a Standard Air Lines (fundada em 1925) e no ano seguinte associou-se a Transcontinental Air Transpot (TAT) dando origem a Transcontinental & Western Air, ou simplesmente TWA.
Operando até então com alguns Ford-Trimotor, estes tornaram-se pequenos e desconfortáveis para as principais rotas da empresa. Charles Lindbergh, associado à empresa, foi incumbido de estabelecer as características e solicitar aos fabricantes a construção de um novo avião para 12 passageiros. A Douglas Aircraft Company aceitou o desafio e desenvolveu o DC-2, com capacidade para 14 passageiros.
Foi o salto qualitativo que a TWA precisava. Seguiram-se o Douglas DC-3 e o Boeing 307 Stratoliner, do qual a empresa foi um das duas únicas operadoras.
Em 1939 o milionário Howard Hughes comprou a empresa. Comprou aviões novos e revolucionários como o Constellation, (que tinha um dedo de Hughes) e anos mais tarde, o Convair 880. Não faltam histórias e fatos pitorescos durante os 30 anos que Hughes esteve à frente da TWA: Em 1946 por exemplo ele próprio pilotou o voo inaugural do Constellation entre Los Angeles e Nova York, com uma "constelação" de estrelas de Hollywood a bordo.
Logo após a Segunda Guerra a TWA lançou voos internacionais para a Europa, ligando Nova York à Paris, com escalas em Gander e Shannon. Graças à sua crescente participação internacional, a TWA passou a adotar em 1950 o nome Trans World Airlines, embora suas rotas fossem basicamente para a Europa. 

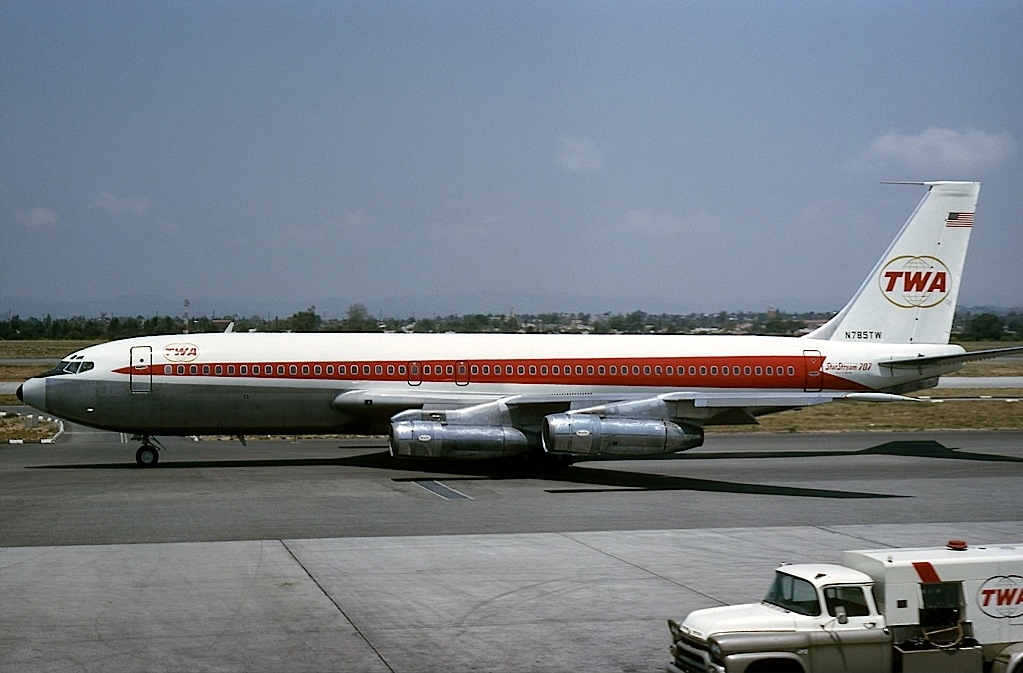
Boeing 707 da TWA em 1967.

Os primeiros jatos (Boeing 707) foram colocados em operação em março de 1959, inicialmente em voos domésticos. Em 1970, foi a primeira a operar o Boeing 747 em rotas domésticas, uma primazia que logo descobriria ter sido um erro pois o 747 era grande demais para este mercado. Em 1972 chegariam os primeiros Lockheed L-1011 Tristar. O 747 passou então para as rotas do Atlântico Norte (onde continuou dando prejuízos).

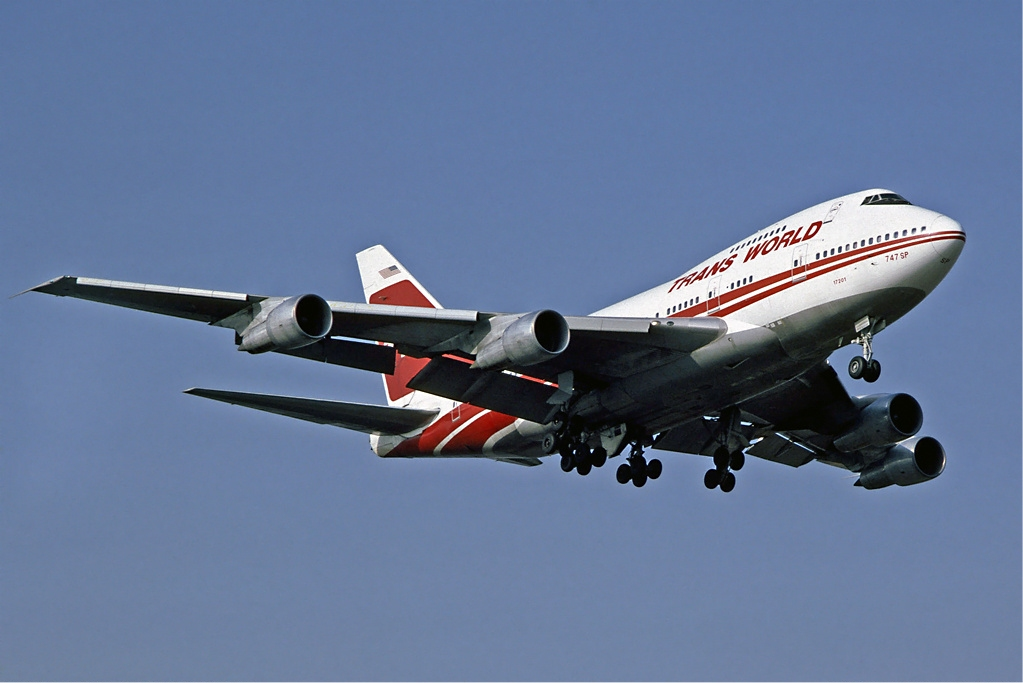
Boeing 747SP da TWA em 1983.

O final da década e os anos 80 foram particularmente difíceis para a empresa, que foi lenta ao responder a uma avalanche de acontecimentos: a desregulamentação do mercado americano, a recessão econômica, o aumento vertiginoso no preço do combustível... tudo conspirou para o enfraquecimento financeiro da TWA.
Em 1985 foi comprada por Carl Icahn, mega-investidor de Nova York. O "corporate raider" fizera fortuna comprando empresas e revendendo-as aos pedaços. Foi o que fez: a malha internacional da TWA foi lapidada. Até mesmo a prestigiosa (e lucrativa) rota para Londres foi vendida para a American Airlines.
Também em 1985, a TWA teve um de seus aviões sequestrados na Grécia, com um grupo de Judeus, por um grupo Islâmico e custou a vida de um militar americano. O incidente originou o filme The Delta Force.
Outro duro golpe foi o acordo feito em 1995 com a Karabu, uma das empresas de Icahn, que logo depois saiu da TWA. Através deste acordo, a Karabu poderia comprar qualquer bilhete da TWA por apenas 55% da tarifa publicada e revendê-lo ao mercado pelo preço que lhe bem entendesse.

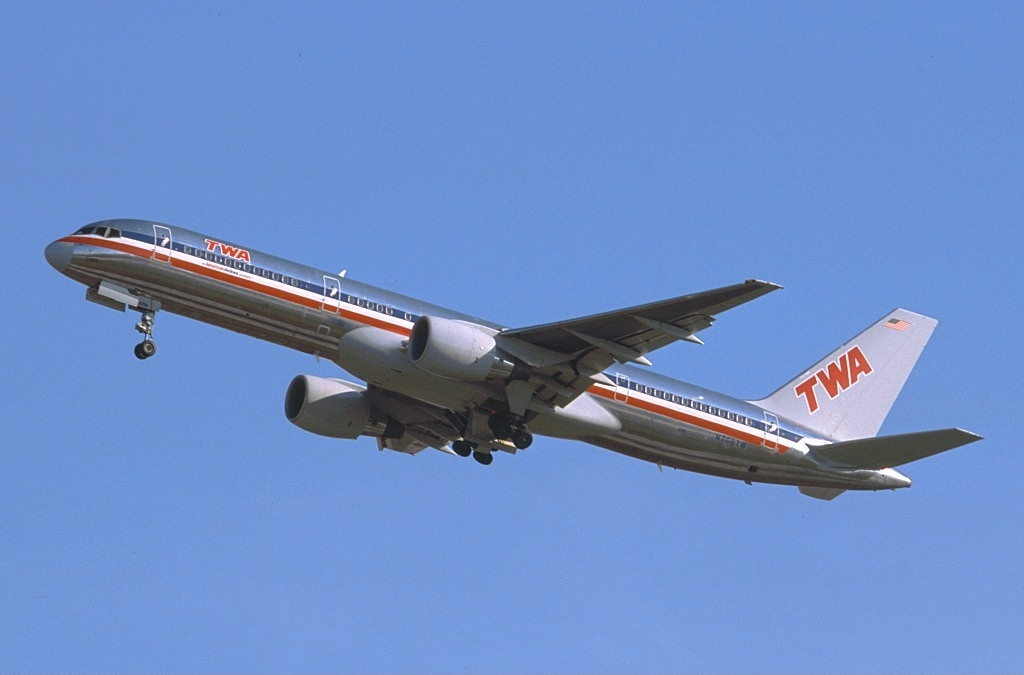
Boeing 757 com a pintura híbrida em 2001 após a compra pela American Airlines.

Os anos 90 começaram um pouco melhor para a combalida TWA. Um plano de reestruturação que incluía a modernização da frota – com a TWA sendo uma das pioneiras na introdução do Boeing 717 – apresentava resultados positivos até que o acidente com o voo 800 do Boeing 747 em Nova York, em 1996, arruinou esse progresso. Esse evento marcou o início de um declínio que culminou com a venda da empresa para a American Airlines, concretizada no primeiro semestre de 2001.
O último voo da TWA pousou em Saint Louis às 22h00 de 1º de dezembro de 2001 (voo TW2, operado por um MD-80 procedente de Honolulu), marcando o fim de uma história gloriosa.

## Frota em 2001
- 30 Boeing 717-200
- 2 Boeing 747-200B
- 27 Boeing 757-200
- 12 Boeing 767-200ER
- 10 Boeing 767-300ER
- 8 McDonnell Douglas MD-81
- 38 McDonnell Douglas MD-82
- 65 McDonnell Douglas MD-83

## Acidentes e incidentes
- Em 1956, Desastre aéreo do Grand Canyon
- Em 1960, Desastre aéreo de 1960 em Nova Iorque
- Em 1969, Voo TWA 840
- Em 1970, Voo TWA 741
- Em 1974, Voo TWA 841
- Em 1976, Voo TWA 355
- Em 1985, Voo TWA 847
- Em 1996, Voo TWA 800 de Nova Iorque (JFK) a Paris (CDG) explodiu no oceano Atlântico, perto de Long Island, Nova Iorque. Foi o pior desastre da companhia aérea.